# مایکل گرندا
مایکل گرندا (ایتالیایی: Michael Grenda؛ زادهٔ ۲۴ آوریل ۱۹۶۲) دوچرخه‌سوار اهل استرالیا است.
وی در مسابقات کشوری و بین‌المللی در مجموع برندهٔ ۱ مدال طلا شده‌است.